# Klingenberg-Quelle

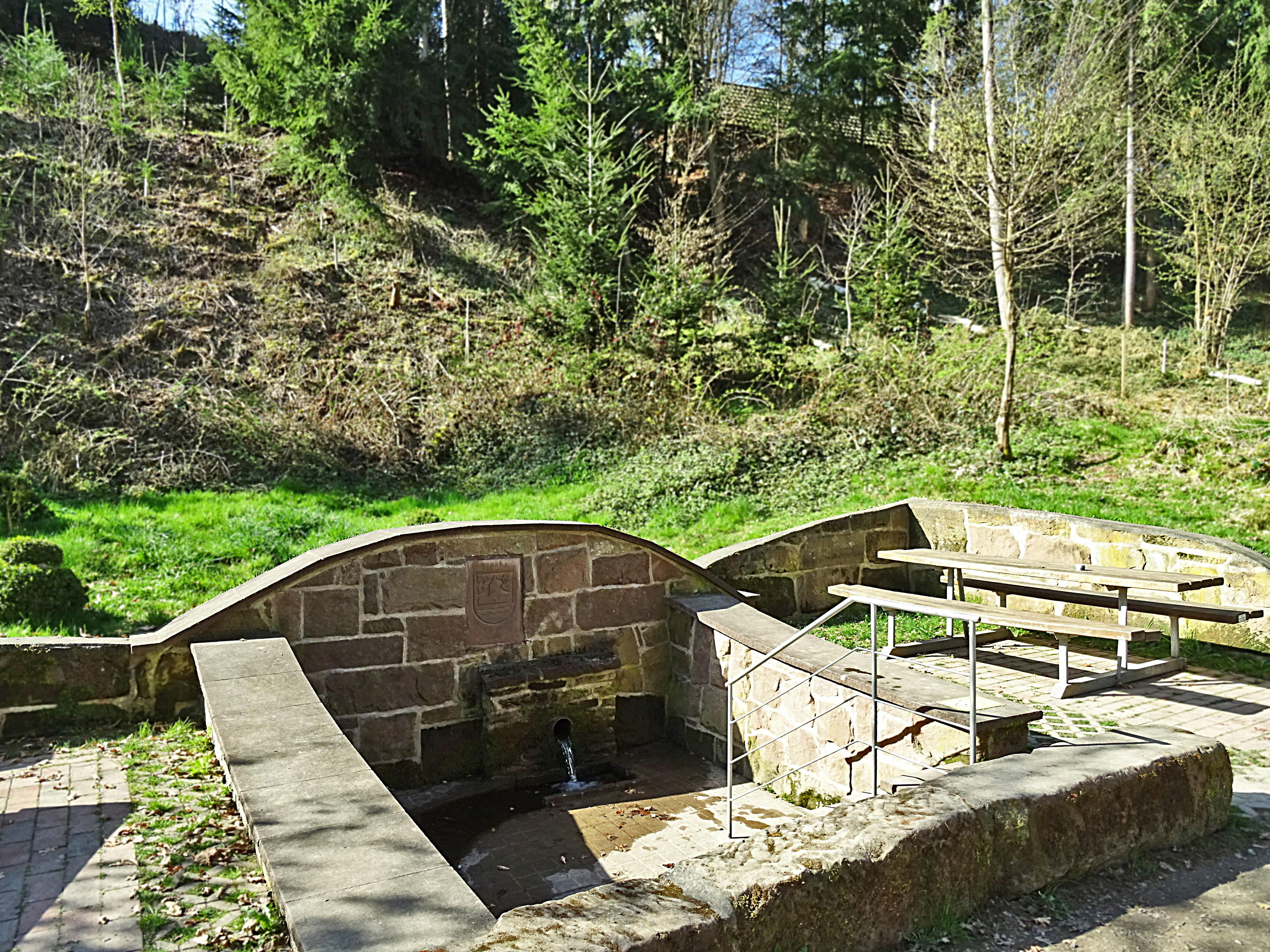
Austritt des Quellwassers

Die Klingenberg-Quelle liegt am Rhume-Leine-Erlebnispfad im niedersächsischen Katlenburg-Lindau. Die Quelle hat einen täglichen Ausstoß von etwa 20.000 Litern. Das in einer unterirdischen Quelle gefasste Wasser tritt über ein Rohr zutage. Der am Radweg zwischen Mordmühle und Bilshausen gelegene Platz ist von hohen Bäumen umgeben.
Die nach dem Zweiten Weltkrieg in den Baracken des Lindauer Instituts untergebrachten Flüchtlinge nutzten die Klingenberg-Quelle zur Wasserversorgung. Bei einem Umbau im Jahre 2011 wurde der Quellplatz mit einem Betonfundament und einem Sandsteinpflaster neu gestaltet, bepflanzt und mit Sitzgelegenheiten möbliert. Das zuvor aus einem Rohr direkt in die Rhume abfließende Quellwasser wird seitdem durch einen künstlichen Wasserlauf geleitet.
Eine Gedenktafel oberhalb des Wasseraustritts erinnert an die Neueinweihung im Jahre 2011.